# 모바일 음성 인터넷 프로토콜
모바일VoIP(mobile VoIP) 또는 mVoIP는 FMC에서 많이 이야기되는 이동단말에 적용된 VoIP를 의미한다. 스마트폰상에서 Wifi를 이용하여 VoIP를 사용할 경우를 예로 들 수 있다. 이렇게 사용할 경우 mVoIP 사용자끼리는 통화요금을 절감할 수 있으며, 기업용 FMC에 적용할 경우, 내선번호를 이동단말에 부여, 하나의 단말로 모든 업무를 처리할 수 있는 것이다.

## 같이 보기
- IP 멀티미디어 서브시스템